# Епископ швајцарски Андреј
Андреј (световно Андреја Ћилерџић; Оснабрик, Западна Њемачка, 21. август 1961) епископ је швајцарски. Бивши је викарни епископ ремезијански (2011—2014) и епископ аустријско-швајцарски (2014 - 2024).

## Биографија
Епископ Андреј (Андреја Ћилерџић) рођен је као син протојереја-ставрофора Добривоја Ћилерџића 1961. године у Оснабрику, Западна Њемачка. Основну и средњу школу завршио је у Диселдорфу. Затим је завршио Филозофски факултет у Солуну и Богословски факултет у Београду. Касније је завршио постдипломске студије у Солуну и студије француског језика у Босолеју (Француска).
Замонашио се децембра 1986. године у манастиру Дечани. Епископ западноевропски Лаврентије (Трифуновић) га је рукоположио у чин јерођакона у Диселдорфу марта 1987, а викарни епископ моравички и администратор бачки Иринеј (Буловић) у чин јеромонаха, исто у Диселдорфу октобра 1990.
Јула 1999. постао је протосинђел у Епархији бачкој, а августа 2002. изабран је за архимандрита у манастиру Ковиљ.

## Епископ
За викарног епископа ремезијанског изабран је на редовном мајском засједању Светог архијерејског сабора које је трајало од 16. до 27. маја 2011. године. Био је викар патријарха српског.
Свети архијерејски сабор Српске православне цркве га је на свом редовном мајском засједању 24. маја 2014. изабрао за епископа аустријско-швајцарског.

## Награде и признања

### Одликовања
- Servare et Manere:  Спомен-медаља дрво мира (Енглески језик: Memorial Medal of Tree of Peace).[6][7][8]